# Корал-Террас (Флорида)
Корал-Террас (англ. Coral Terrace) — переписна місцевість (CDP) в США, в окрузі Маямі-Дейд штату Флорида. Населення — 23 142 особи (2020).

## Географія
Корал-Террас розташований за координатами 25°44′46″ пн. ш. 80°18′16″ зх. д. / 25.74611° пн. ш. 80.30444° зх. д. (25.746187, -80.304463).  За даними Бюро перепису населення США в 2010 році переписна місцевість мала площу 8,94 км², з яких 8,74 км² — суходіл та 0,20 км² — водойми.

## Демографія
Згідно з переписом 2010 року, у переписній місцевості мешкало 24 376 осіб у 7811 домогосподарстві у складі 6028 родин. Густота населення становила 2727 осіб/км².  Було 8162 помешкання (913/км²).
Расовий склад населення:
| - 94,9 % — білих - 1,6 % — чорних або афроамериканців - 0,6 % — азіатів - 0,1 % — корінних американців - 1,6 % — осіб інших рас |

До двох чи більше рас належало 1,3 %. Частка іспаномовних становила 88,6 % від усіх жителів.
За віковим діапазоном населення розподілялося таким чином: 17,6 % — особи молодші 18 років, 60,5 % — особи у віці 18—64 років, 21,9 % — особи у віці 65 років та старші. Медіана віку мешканця становила 44,1 року. На 100 осіб жіночої статі у переписній місцевості припадало 91,8 чоловіків;  на 100 жінок у віці від 18 років та старших — 88,9 чоловіків також старших 18 років.
Середній дохід на одне домашнє господарство  становив 62 291 долар США (медіана — 48 754), а середній дохід на одну сім'ю — 68 889 доларів (медіана — 52 913). Медіана доходів становила 40 243 долари для чоловіків та 33 685 доларів для жінок. За межею бідності перебувало 15,7 % осіб, у тому числі 21,1 % дітей у віці до 18 років та 19,5 % осіб у віці 65 років та старших.
Цивільне працевлаштоване населення становило 11 064 особи. Основні галузі зайнятості: освіта, охорона здоров'я та соціальна допомога — 23,1 %, науковці, спеціалісти, менеджери — 12,0 %, роздрібна торгівля — 11,1 %.